# Ракетний удар по Делятину
Обстріл Делятина 2022 року — удар по складу ракет та боєприпасів у Делятині в Івано-Франківській області, яке знаходиться за 100 км від кордону з Румунією. Це був перший випадок, коли Збройні сили Російської Федерації офіційно застосували гіперзвукову зброю Х-47М2 «Кинджал» під час російсько-української війни.

## Історія
19 березня Міністерство оборони Російської Федерації повідомило, що російські військові застосували гіперзвукові ракети комплексу «Кинджал» для атаки на Делятин на Івано-Франківщині. Речник командування ПС ЗСУ Юрій Ігнат підтвердив ракетний удар по селищу. За даними Міністерства оборони України, в Делятині було застосовано оперативно-тактичні комплекси «Іскандер», крилаті ракети «Калібр», Х-101, Х-55 та Х-555.
Офіційні особи США підтвердили CNN, що Росія запустила потужні гіперзвукові ракети в Україні, що стало першим відомим застосуванням таких ракет у бойових діях. Росія заявила, що у п'ятницю застосувала гіперзвукові ракети для знищення складу боєприпасів у Делятині. Запуски, ймовірно, були призначені для перевірки зброї та надсилання повідомлення Заходу про російські можливості.
Росія опублікувала відео ракетного удару. 19 березня ввечері The War Zone отримали супутникові знімки, зроблені американською компанією Planet Labs, які доводять, що на відео Міністерство оборони Російської Федерації видно удар не по великому складу на заході України, а по фермі чи великому курнику на південному сході Харківської області. Знімки були зроблені 12 березня 2022 року, за тиждень до того, як відео було опубліковано та була поширена інформація про використання Кинджала. На той час ферма вже була частково зруйнована.